# Egerton (Cheshire)
 (juillet 2018).
Si vous disposez d'ouvrages ou d'articles de référence ou si vous connaissez des sites web de qualité traitant du thème abordé ici, merci de compléter l'article en donnant les références utiles à sa vérifiabilité et en les liant à la section « Notes et références ».
Pour les articles homonymes, voir Egerton.
Egerton est une paroisse civile d'Angleterre située dans le comté de Cheshire. Elle est essentiellement rurale et contient le petit village d'Egerton Green.